# Isla Primer Teniente López
La isla Primer Teniente López (según Argentina) o isla Kappa (según Chile) es una isla de casi 0,9 kilómetros de largo, situada inmediatamente al sur de la isla Rodeada (o Beta) y al este de los islotes Alzogaray (o Theta), en el archipiélago Melchior, archipiélago Palmer, en la Antártida.

## Historia y toponimia
Personal de Investigaciones Discovery, cartografió la isla en 1927 y le colocó el nombre de kappa, la décima letra del alfabeto griego.
En la actual toponimia antártica argentina, recuerda desde 1956 al primer Teniente José Facundo López, comandante de aeronaves de la Fuerza Aérea de Tareas Antárticas (FATA) de la Fuerza Aérea Argentina, fallecido en actos de servicio. También fue llamada isla Donati. La isla fue inspeccionada por expediciones argentinas en los años 1940.

## Reclamaciones territoriales
Argentina incluye a la isla en el departamento Antártida Argentina dentro de la provincia de Tierra del Fuego, Antártida e Islas del Atlántico Sur; para Chile integra la comuna Antártica de la provincia Antártica Chilena dentro de la Región de Magallanes y de la Antártica Chilena; y para el Reino Unido integra el Territorio Antártico Británico. Las tres reclamaciones están sujetas a las disposiciones y restricciones de soberanía del Tratado Antártico.
Nomenclatura de los países reclamantes: 
- Argentina: isla Primer Teniente López[3][4]
- Chile: isla Kappa[5]
- Reino Unido: Kappa Island[3]